# Квинт Публилий Филон
Квинт Публи́лий Фило́н (лат. Quintus Publilius Phylō; умер после 314 года до н. э.) — римский политический деятель и военачальник из плебейского рода Публилиев, участник Второй Самнитской войны. Четырежды занимал должность консула (в 339, 327, 320 и 315 годах до н. э.). В качестве диктатора в 339 году до н. э. провёл ряд законов, расширявших политические права плебса.

## Происхождение
Квинт Публилий принадлежал к плебейскому роду Публилиев, вошедшему в состав римского нобилитета в IV веке до н. э. Согласно Капитолийским фастам, его отец и дед носили тот же преномен — Квинт.

## Биография
Первое упоминание о Квинте Публилии в источниках относится к 352 году до н. э. В это время существенно выросли проценты по кредитам, и эта проблема стала очень актуальной для широких слоёв граждан. Консулы Гай Марций Рутил и Публий Валерий Публикола сформировали комиссию из пяти «стольщиков», в состав которой был включён и Квинт Публилий. Эта комиссия нашла решение: просроченные обязательства и платежи, «задержанные скорей по небрежности, а не по бедности должников», были погашены из казны либо обеспечены «справедливой оценкой имущества должника».
Уже в ходе этих событий Квинт Публилий мог заручиться поддержкой патрицианских родов Эмилиев и Дециев, благодаря которой позже смог сделать блестящую карьеру. В 339 году до н. э. он в первый раз получил консулат, причём его предшественником на этом посту был один коллега-«стольщик» Публий Деций Мус, а коллегой — другой, Тиберий Эмилий Мамерцин. В это время шла Вторая Латинская война; в битве на Фенектанской равнине консулы разбили восставших латинов, после чего Квинт Публилий принял капитуляцию противника и отпраздновал в Риме триумф.
Согласно античной традиции, Тиберий Эмилий назначил Филона диктатором, и в этом качестве тот провёл несколько законов. В частности, постановления народного собрания приобрели силу закона; до голосования в центуриатных комициях законопроекты теперь должны были утверждаться сенатом; наконец, по крайней мере один из цензоров теперь должен был быть плебеем. Всё это означало расширение политических прав плебса и в первую очередь новой плебейской аристократии. Но исследователи обращают внимание на беспрецедентность практики, при которой один консул назначал другого диктатором, причём последний занимался не внешней политикой, а внутренней. Историчность всего рассказа о законах Квинта Публилия подвергается сомнению: возможно, античные авторы просто продублировали информацию о lex Hortensia, принятом в 287/286 году до н. э.
Двумя годами позже, вопреки желанию руководившего выборами консула Гая Сульпиция Лонга, Квинт Публилий стал первым плебеем, занявшим пост претора (на 336 год до н. э.). В результате вторая по значимости должность в политической иерархии Республики стала доступной для плебейской знати. В 335 году до н. э. Филон был начальником конницы при диктаторе Луции Эмилии Мамерцине Привернате, назначенном для проведения очередных выборов. В 332 году до н. э. Квинт Публилий стал цензором; вместе со своим коллегой Спурием Постумием Альбином он включил в списки новых граждан, появившихся в результате Латинской войны, и создал две новые трибы.
В 327 году до н. э. Филон во второй раз получил консулат. В это время начался конфликт с греческим городом Палеполь в Кампании, приведший ко Второй Самнитской войне. Квинт Публилий возглавил армию, осадившую Палеполь. Поскольку взять город до конца года не удалось, полномочия командующего были продлены; таким образом, Филон стал первым в римской истории проконсулом. В 326 году до н. э. ему удалось взять город благодаря появлению союзников среди осаждённых. За эту победу он получил второй триумф.
После поражения римской армии от самнитов в Кавдинском ущелье Квинт Публилий стал консулом в третий раз (320 год до н. э.). Туманные сообщения анналистов о военных успехах Рима в этом году не вызывают у исследователей доверия, так что надёжной информации о деятельности Филона и его коллеги Луция Папирия Курсора нет. В 315 году до н. э. Квинт Публилий был консулом в четвёртый и последний раз, и снова с Курсором; источники не сообщают какие-либо подробности.
В последний раз Филон упоминается в источниках в связи с событиями 314 года до н. э. Диктатор Гай Мений был привлечён к суду по обвинению в некорректном расследовании дел о заговорах; в связи с этим предстал перед судом и Квинт Публилий, но был оправдан. К тому времени ему должно было быть уже более 60 лет.